# AW-139
AW-139 је двомоторни вишенаменски хеликоптер с 12-15 седишта којег производи компанија Агуста-Вестланд у Италији и САД, и франшиза ХелиВерт у Русији. Првобитно су га заједно пројектовали и развили Финмеханика Агуста и Бел хеликоптери, па се на тржишту појавио под називом Agusta-Bell АB139 док је касније преименован у AW-139 када се Bell повукао из пројекта. На основу овог хеликоптера развијена је проширена војна верзија АW-149.

## Историја и развој
Године 1997, произвођач хеликоптера Агуста покренуо је програм за развој за замену Twin Huey породице хеликоптера (који је лиценцно произвођен у веома великом броју од Агуста) за потенцијално тржиште од 900 летелица. Године 1998, Бел и Агуста су склопили споразум о успостављању заједничког предузећа, Бел/Агуста са свемирском компанијом (ВААС) да развије два авиона: конвенционални хеликоптер и тилтротор авион. Ово су постала два пројекта Бел/Агуста АВ139 и Бел/Агуста ВА609. Бел је требало да буде водећи партнер за развој ВА609, док би Агуста била водећи партнер у АВ139.
Први АW-139 је полетео 3. фебруарa 2001. у месту Вергјате у Италији. 24. јунa 2002. године је произведен први хеликоптер, док је првоме купцу испоручен 2003. године.
Модел АВ139 био је и кандидат на америчком војном конкурсу за увођење лаког вишенаменског хеликоптера у службу (2004- 2006.), али је посао на крају додељен Еурокоптеру UН-72А „Лакота". Због тога је компанија 2007. године изградила производни погон у Филаделфији.
Јуна 2010. је најављено да ће Агуста-Вестланд и руски произвођач хеликоптера Росвертол изградити фабрику у московском рејону Томилино, где је од краја 2011. започела серијска производња АW-139.

## Карактеристике
АW-139 је конвенционални двомоторни транспортни хеликоптер са пет лопатица на главном мотору и четири лопатице на репном мотору. Хеликоптер има вишенаменску функцију а користи се за потребе војске, полиције, пружања хитне медицинске помоћи, операције трагања и спашавања, истраживачке послове везане за проналазак нафте и гаса и др.

### Опште карактеристике:
- Посада: 1 до 2
- Капацитет: 16 путника
- Дужина: 13,77 м (45 фт 2 ин)
- Пречник ротора: 13,80 м (45 фт 3 ин)
- Ширина: 2,26 м (10 фт 0 ин)
- Висина: 3,72 м (12 фт 2 ин)
- Главни ротора- површина: 149.57 м 2 (1609.97 фт 2 )
- Тежина празне: 3.622 kg (7.985 lb)
- Бруто тежина: 6.400 kg (14.100 lb)
- Погон: 2 × Прет & Витни Канада РТ6С-67С турбо-осовински мотор, 1.142 кВт (1.531 КС) свака

### Летне перформансе:
- Максимална брзина: 310 км / ч (193 мпх)
- Брзина крстарења: 306 км / ч (191 мпх)
- Долет: 1.250 km (780 mi)
- Трајност лета: 5 сати 56 мин
- Плафон лета: 6.096 m (20.000 ft)
- Брзина пењања: 10.9 м / с (2.140 фт/мин)

### Наоружање:
2 к 7.62 мм FN МАG митраљеза монтиран у бочним прозорима (Ирски ваздушни корпус)

## Верзије
- АВ139 - изворни модел италијанске производње. Укупно је произведено 54 хеликоптера ове ревизије.
- АW139 - верзија са промењеном ознаком која се почела примењивати од 55. произведеног хеликоптера надаље.
- АW139 (конфигурација са дугим носом) - верзија са дугим носом у који је смештена авионика израђена у Италији и САД-у.[3]